# Adrian Lewis
Adrian Lewis (ur. 21 stycznia 1985 w Stoke-on-Trent, Anglia) – angielski darter grający w federacji Professional Darts Corporation (PDC). Jego pseudonim to Jackpot. Były sparingpartner Phila Taylora. Dwukrotny mistrz świata organizacji PDC (2011, 2012).